# Zoológico de Shou Shan
El Zoológico de Shou Shan (en chino: 壽山動物園) es un zoológico en Kaohsiung parte de Taiwán (República de China). Se encuentra en la frontera norte del parque Shoushan en el distrito de Gushan y alberga animales de Asia, África, América y Australia, como leones, tigres, elefantes, osos negros y canguros.
Fue fundado en 1978, pero se le trasladó a su actual ubicación en 1986. El zoológico pertenece a la administración del área escénica de la ciudad de Kaohsiung.